# 蠶蛾總科
蠶蛾總科（學名：Bombycoidea）是蛾的一個總科，其特色是幼蟲長有角。

## 分類
蠶蛾總科合共有10個科，分別如下：
- Anthelidae（英语：Anthelidae）
- Apatelodidae（英语：Apatelodidae）
- 蠶蛾科 Bombycidae
- 水臘蛾科 Brahmaeidae
- 卡西蛾科（英语：Carthaeidae） Carthaeidae
- 樺蛾科（英语：Endromidae） Endromidae
- 帶蛾科 Eupterotidae
- Phiditiidae（英语：Phiditiidae）
- 天蠶蛾科 Saturniidae
- 天蛾科 Sphingidae